# Londonderry
« Derry » redirige ici. Pour les autres significations, voir Derry (homonymie).
Derry/Doire
Pour les articles homonymes, voir Londonderry (homonymie).
Londonderry (/ˈlʌn.dən.dɛ.ɹi/, nom officiel), ou Derry (en irlandais : Doire, « chênaie » , dérivé du vieil irlandais Daire ; en scots : Lunnonderrie ou Derrie), est la deuxième ville d'Irlande du Nord par sa population, après Belfast. Située sur la Foyle, Londonderry est particulièrement connue pour le siège de Derry en 1689 et l'épisode tragique du Bloody Sunday le 30 janvier 1972.

## Nom de la ville

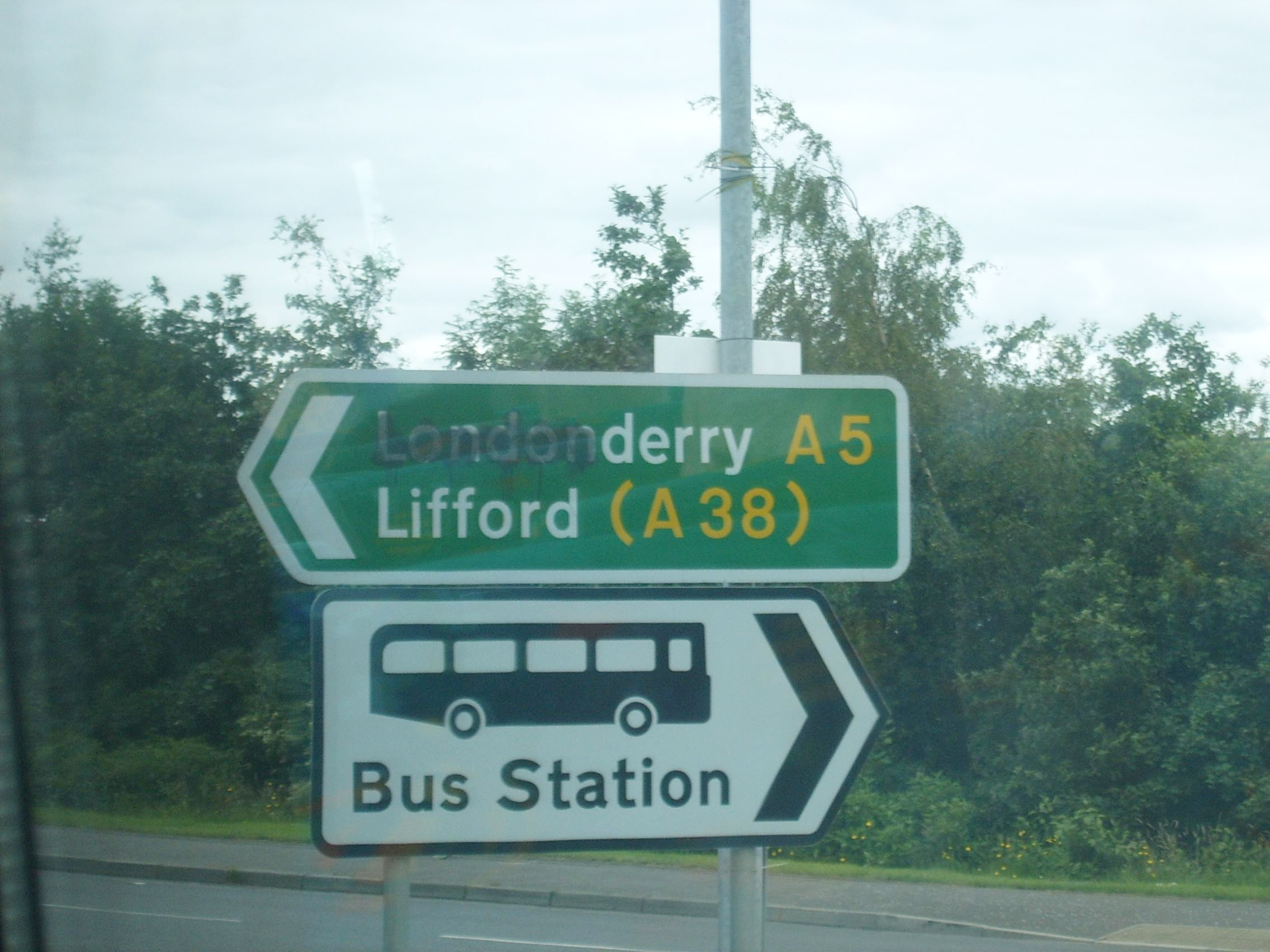
Panneau routier indiquant Londonderry, mais avec la partie London barrée à la main.

Suivant la charte royale de la ville du 10 avril 1662, et ainsi que l’a statué une décision de la Haute Cour en janvier 2007, le nom officiel de la ville est Londonderry,. Toutefois, la ville est également connue sous le nom de Derry,, qui provient de l'anglicisation de l'irlandais Doire ou Doire Cholmcille, signifiant « les chênes de Columba ». Le nom provient des premières traces d’installation humaine qui font référence à Dire Calgaich (la chênaie de Calgach). Le préfixe London est adjoint au nom de la ville en 1613, pour indiquer les liens établis avec la corporation des marchands de Londres.
Le nom officiel de la ville est Londonderry, cependant les nationalistes et la plupart des catholiques d'Ulster utilisent le nom de « Derry », tandis que la plupart des protestants unionistes l'appellent « Londonderry »,, bien que le nom Derry soit assez communément utilisé par les deux groupes. En république d'Irlande, la ville et le comté sont généralement appelés Derry, que ce soit sur les cartes, dans les médias ou dans les conversations, tandis qu’en Irlande du Nord les panneaux routiers indiquent le nom de Londonderry (parfois raccourci en « L'Derry » ou sous la forme de « (London)Derry ») et alors que le terme London est parfois effacé sur certains d'entre eux. Les organisations locales utilisent les deux appellations, suivant les cas, comme en témoignent les City of Derry Airport, City of Derry Rugby Club, Derry City FC qui côtoient le Londonderry Port et la Londonderry Chamber of Commerce. Le conseil municipal a changé le nom du district comprenant la ville le 7 mai 1984, pour le transformer en "Derry City Council". Cela ne change aucunement le nom de la ville et le conseil est aussi connu sous le nom officiel de « Corporation of Londonderry » ou, de manière plus formelle, de « Mayor, Alberdem and Citizens of the City of Londonderry ». Le terme de « Londonderry » est utilisée par la Royal Mail (postes britanniques).
La ville est surnommée « Maiden City » (« la cité vierge ») en vertu du fait que ses remparts sont restés inviolés durant le siège de Derry de 1688-1689, ou encore « The Walled City » qui rappelle l'existence de l'enceinte historique.

## Géographie
La ville est située dans le comté de Derry, à 110 km de Belfast et à seulement quelques kilomètres de la frontière irlandaise.
Elle est, pour des raisons historiques et politiques, divisée en plusieurs quartiers.
- Le centre-ville, ou Fountain side, se situe sur la rive ouest de la Foyle ;
- La rive est, Waterside, secteur protestant ;
- La rive ouest, le Bogside, secteur catholique.

Les deux rives de la ville sont reliées par trois ponts, le Craigavon Bridge (en), le Foyle Bridge (en), ainsi qu'un pont piéton et cyclable, le Peace Bridge (en) (depuis 2011).

La ville
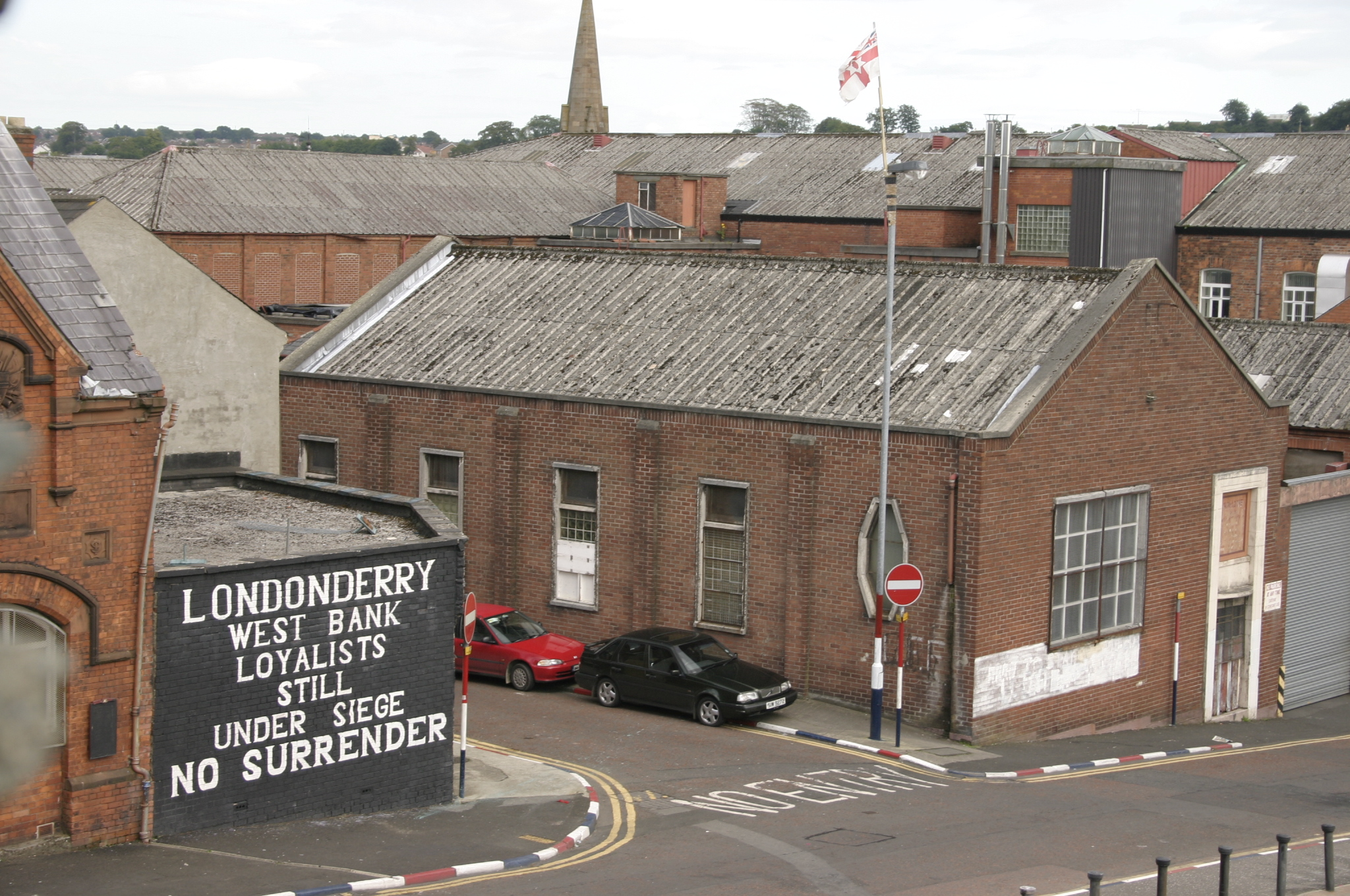
Fountain, quartier protestant, hors des remparts (rive ouest de la Foyle).
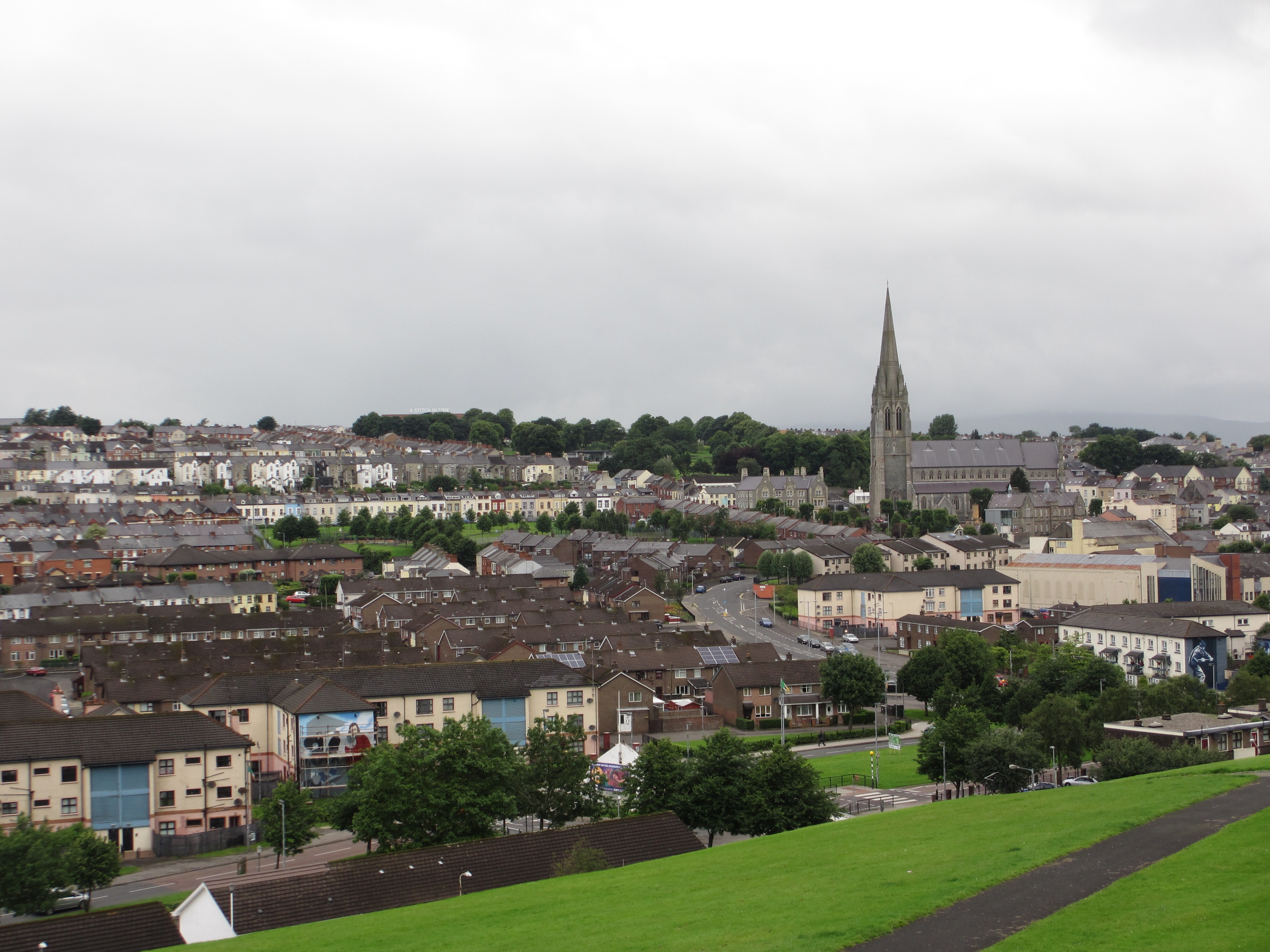
Le Bogside, quartier catholique, et la cathédrale Saint-Eugène (rive ouest de la Foyle).
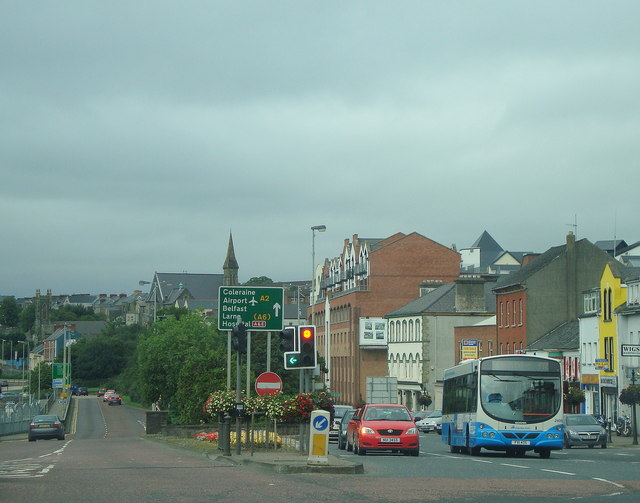
Le Waterside, quartier protestant, sur la rive est de la Foyle.
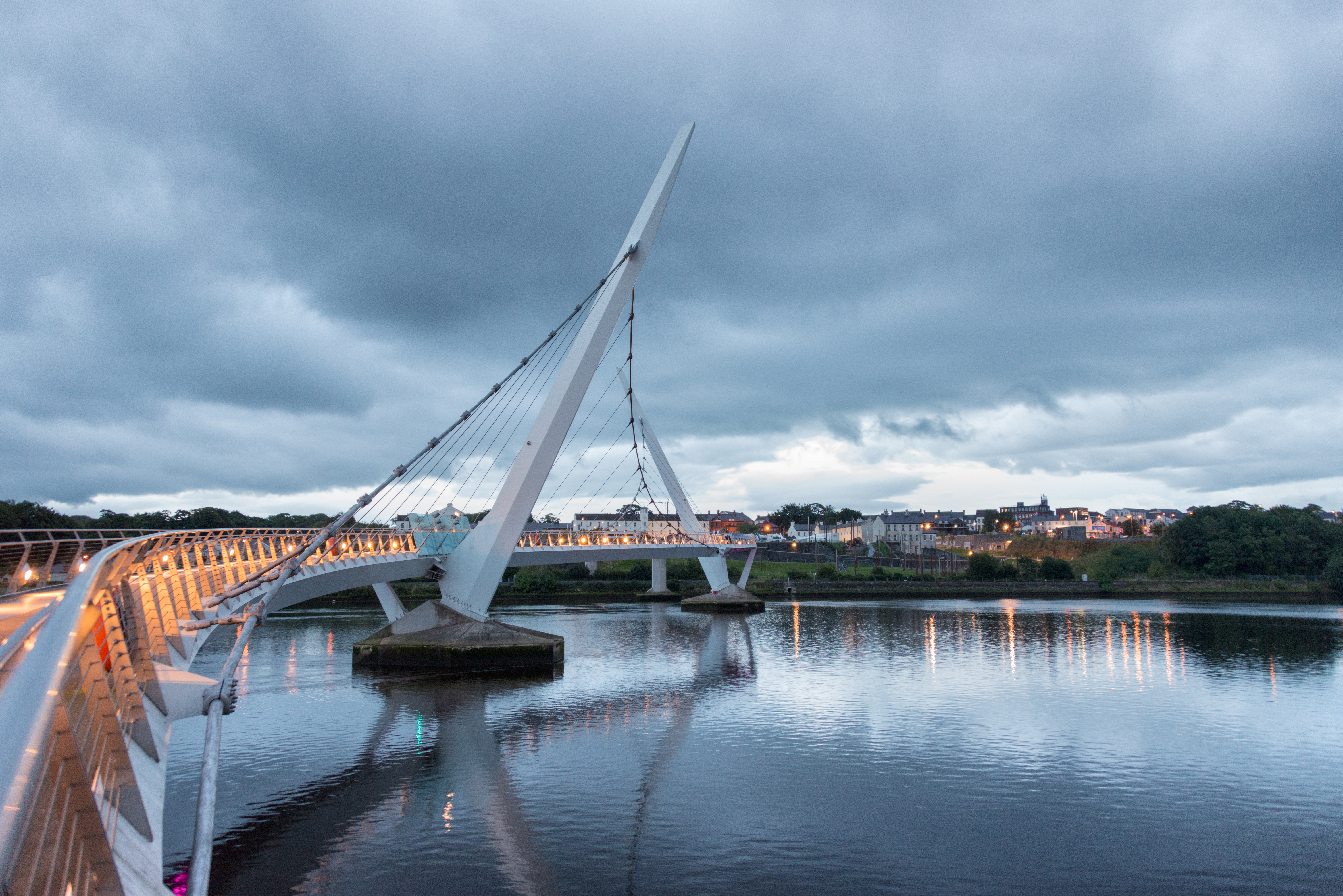
Le Peace Bridge (Pont de la paix).

La ville s'étend également sur les espaces ruraux du sud-ouest et comprend aussi le port de Derry et l’aéroport de la ville.
La population de la ville s'élève à 85 279 habitants lors du recensement de 2021 faisant de Derry la deuxième ville la plus peuplée d'Irlande du Nord et la quatrième de l'île d'Irlande. L'agglomération urbaine, qui comprend Culmore, New Buildings et Strathfoyle, avait une population de 105 066 habitants en 2011.

## Histoire

### Fondation
La légende attribue parfois la fondation de la cité à saint Columba ou saint Colm Cille, bien que cela semble peu probable. Un monastère est fondé au VIe siècle sur la rive Est de la rivière Foyle, sur une colline connue sous le nom de Doire. 

### L'époque moderne (XVIesiècle)

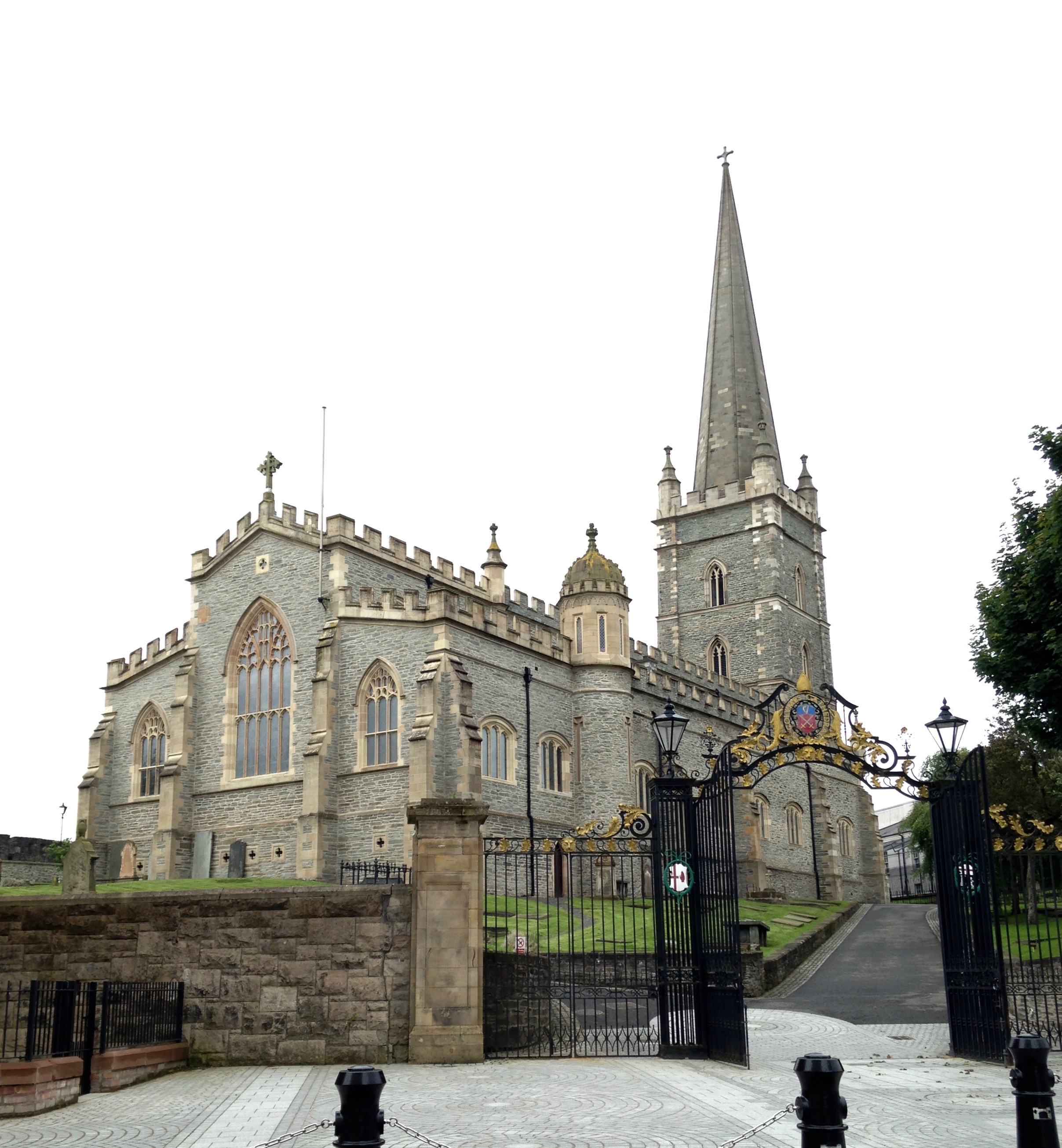
Cathédrale Saint-Colomba
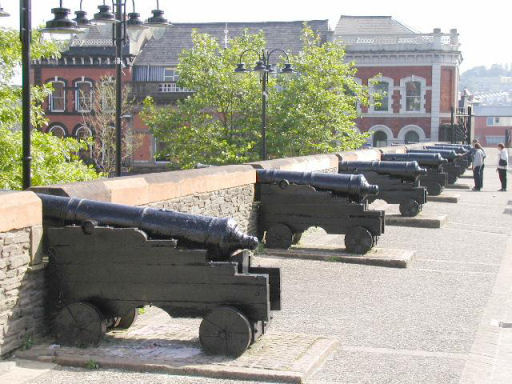
Les remparts
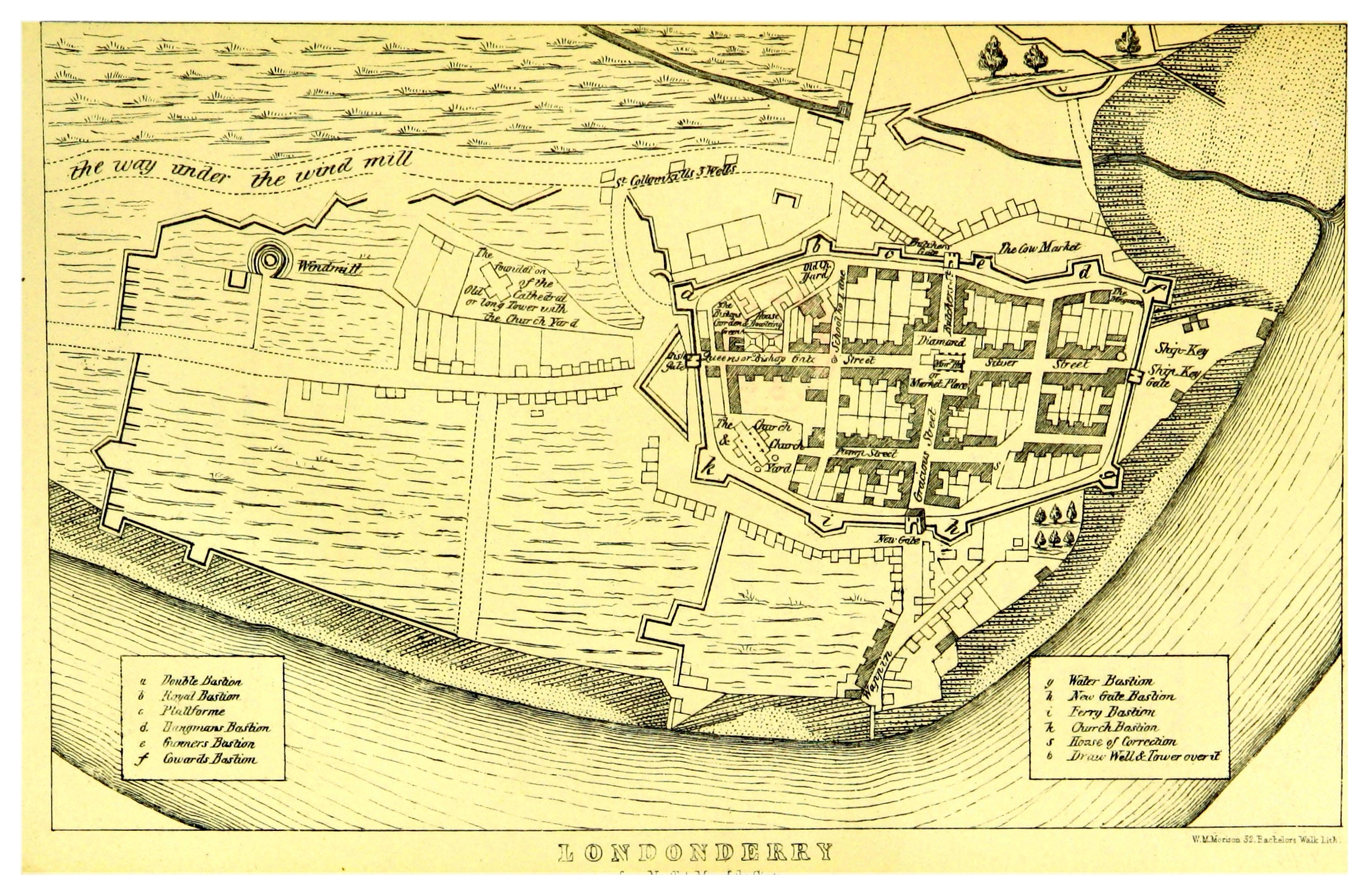
Plan de la vieille ville
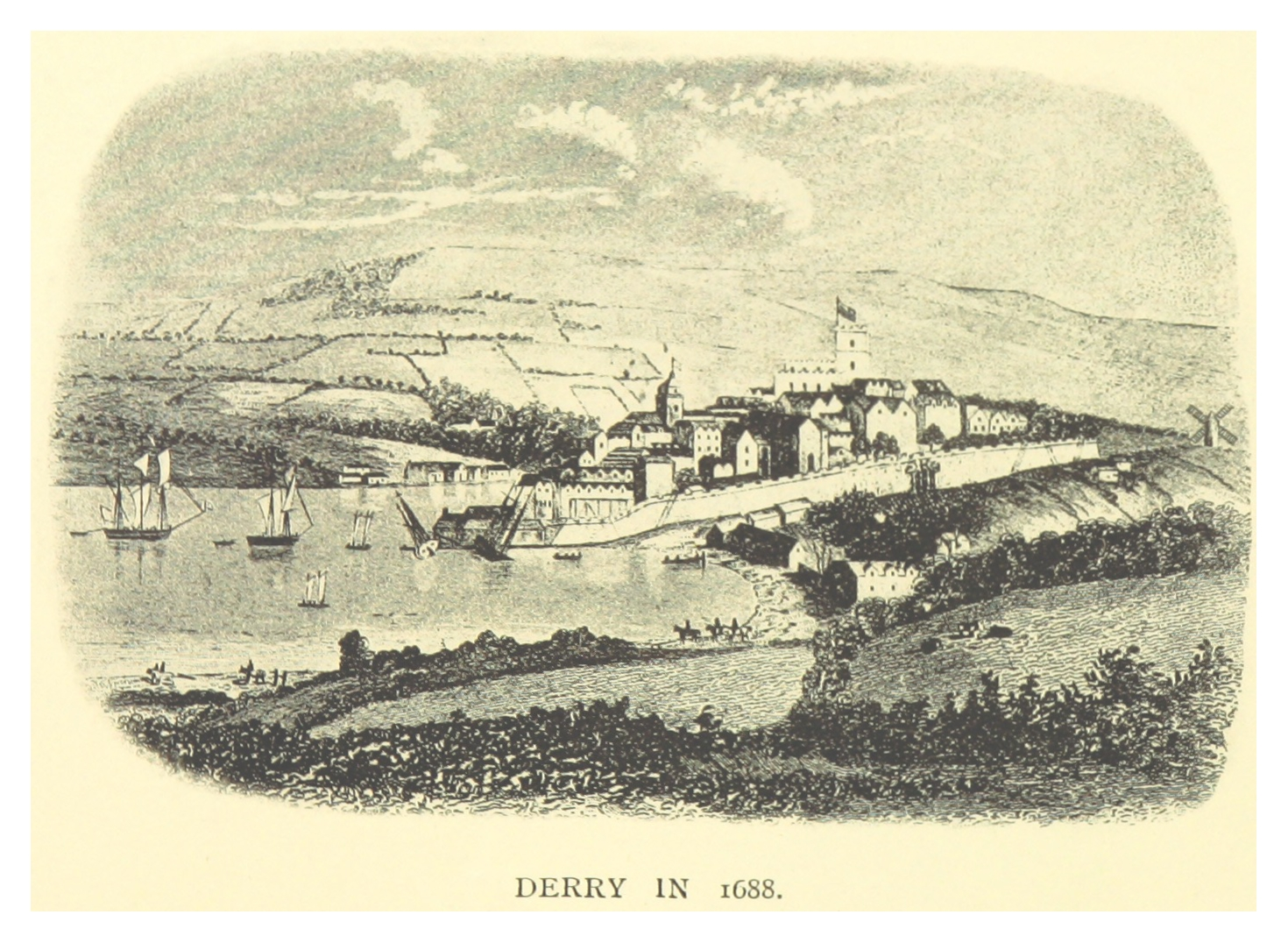
La cité en 1688

#### Le siège de Derry (1688-1689)
Le siège de Derry, en 1688-1689, dans le cadre des guerres williamites d'Irlande (en) est un événement politique majeur de l'histoire de l'Irlande du Nord : au XVIIe siècle, la ville connaît le plus long siège de l'histoire britannique (105 jours). Durant la « guerre des deux rois », l'armée catholique du roi Jacques II établit un blocus autour de la cité qui reconnaît la souveraineté du roi Guillaume III. Environ 8 000 personnes meurent pendant le siège, la ville est libérée le 31 juillet 1689, par un navire qui brise le blocus.

### Époque contemporaine

Les conflits du XXe siècle
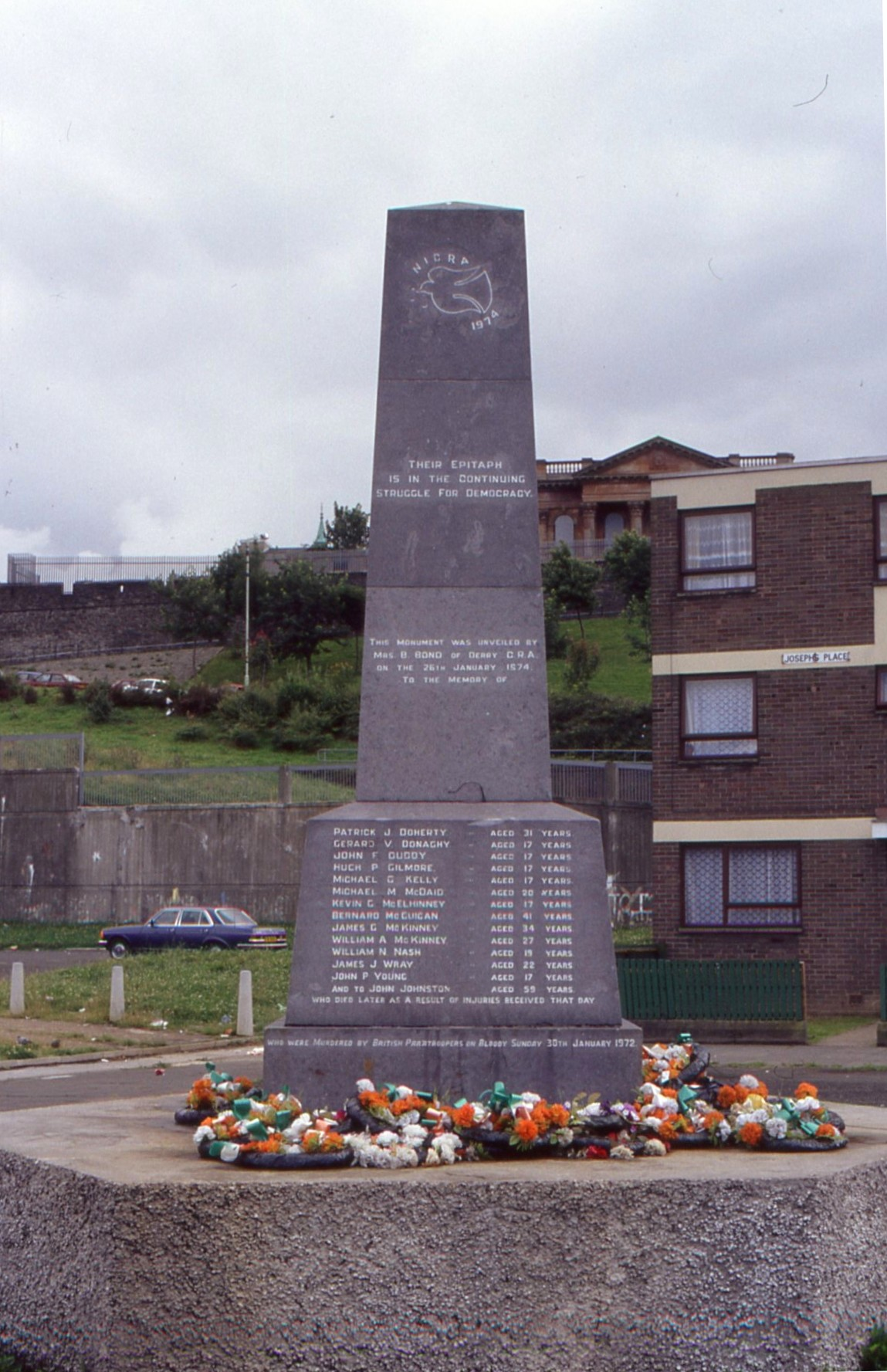
Mémorial du Bloody Sunday.
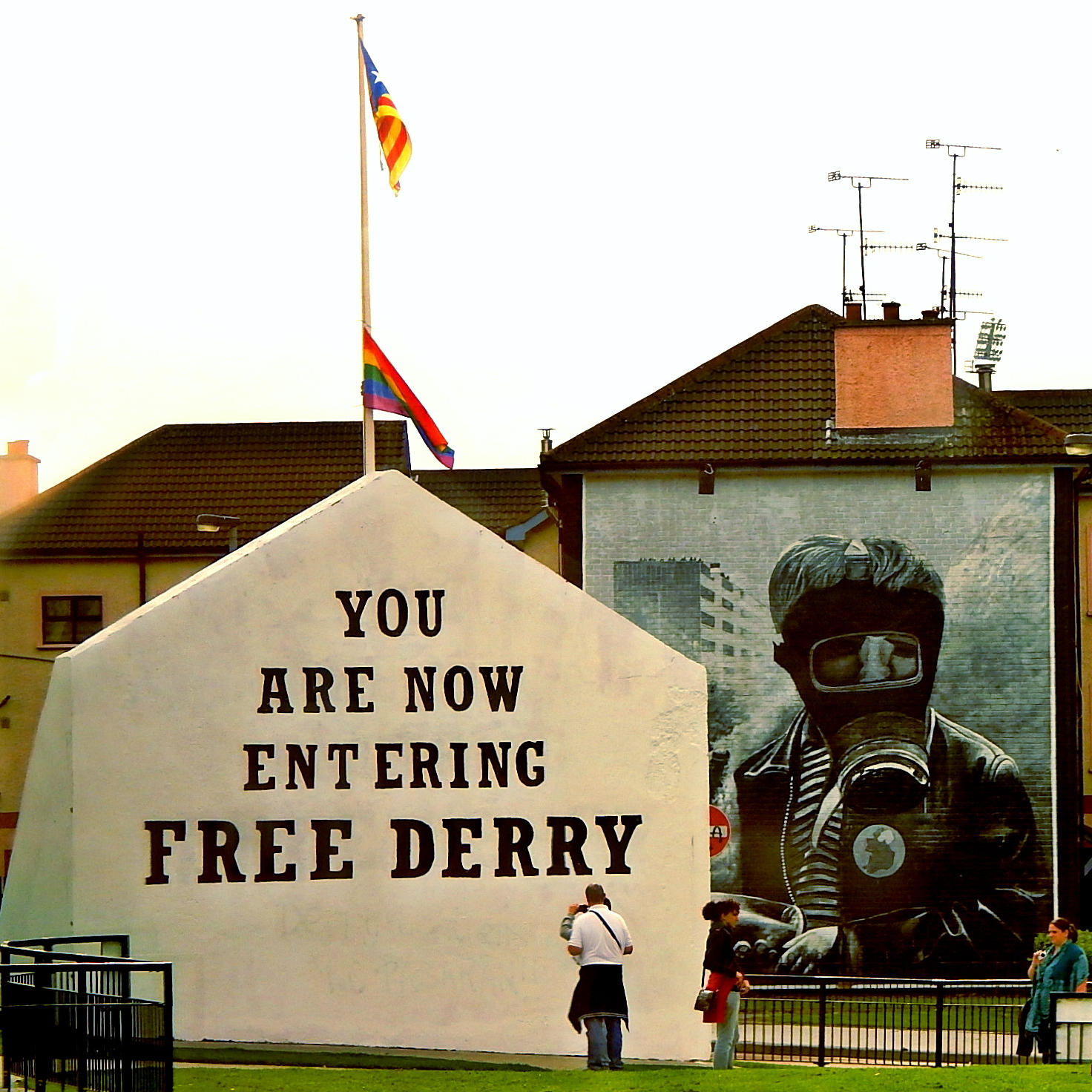
Peinture murale dans le quartier républicain.
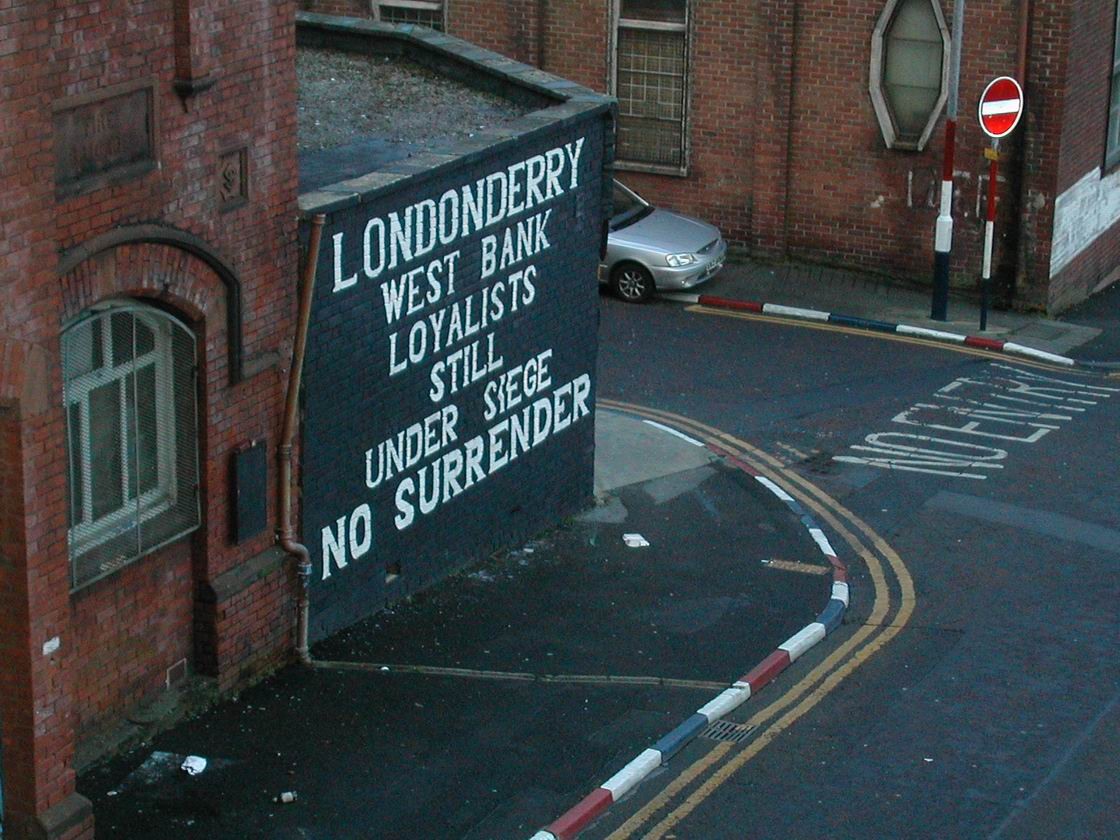
Peinture murale dans le quartier loyaliste.

Alors que l'Irlande connaît aux XIXe et XXe siècles une importante émigration vers les États-Unis, les navires d'émigrés partent du port de Derry en direction de la côte est des États-Unis, notamment vers le New Hampshire, la Caroline du Sud et Philadelphie. Une ville du New Hampshire porte le nom de Derry.

#### Le début des«Troubles»

La ville
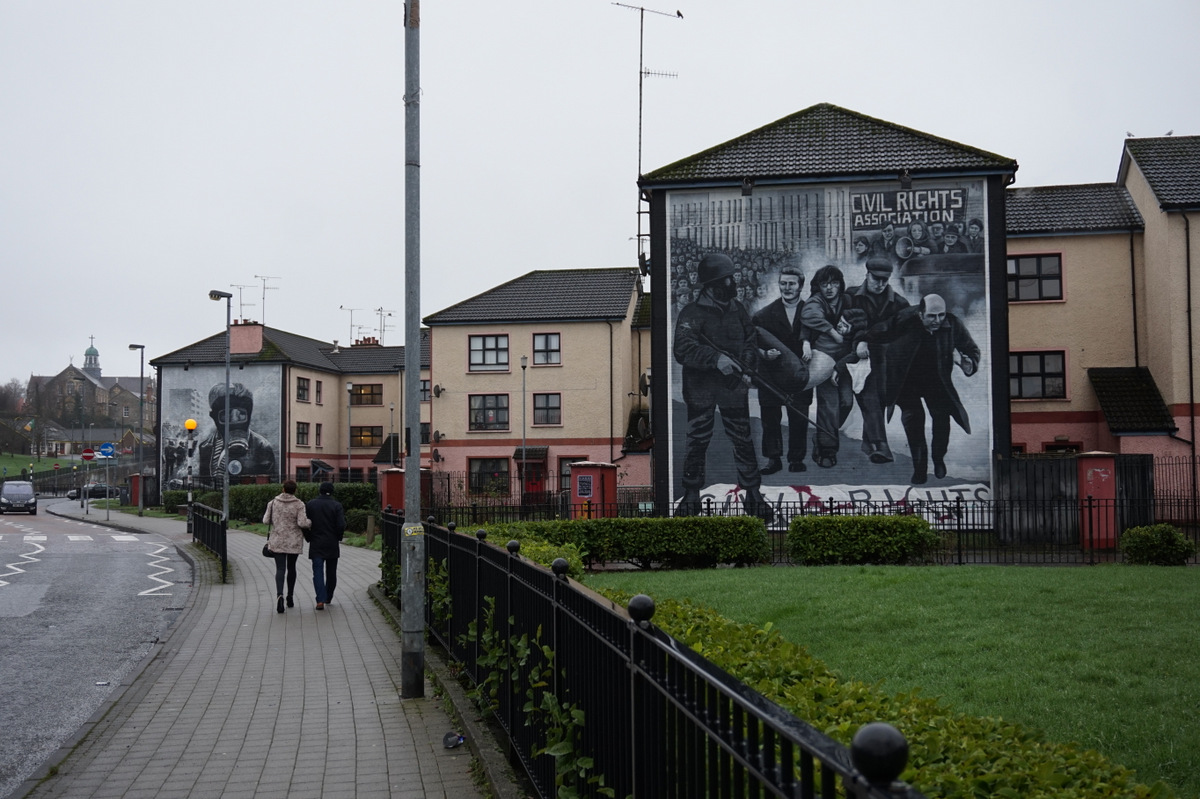
Peinture murale sur le Bloody Sunday.
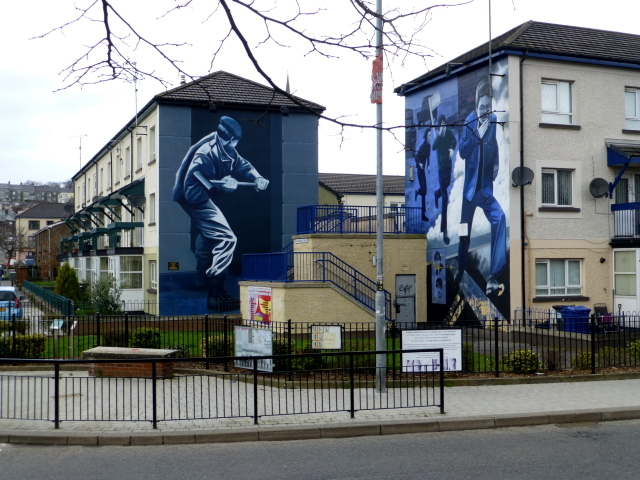
Peinture murale sur l'opération Motorman.
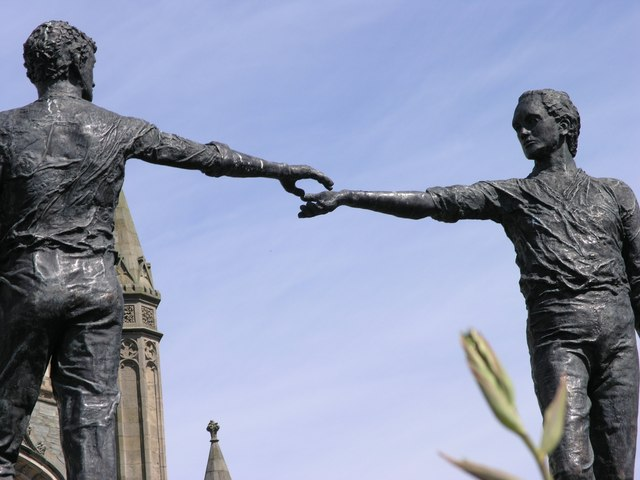
« Hands across the Divide », symbole de liens au-delà de la division intracommunautaire.

La marche pour les droits civils du 5 octobre 1968 est un événement déclencheur de la période connue comme les « Troubles »,,,. La marche est arrêtée par la police avant même d'avoir commencé. Les affrontements qui s'ensuivirent entre les résidents catholiques du Bogside et la police durèrent deux jours. Filmés par la télévision, ils eurent un grand retentissement. Un « mural » du Bogside représente, via une peinture, un jeune qui lance un cocktail Molotov.
Le quartier du Bogside s'est affranchi de toute autorité entre 1969 jusqu'en 1972 et l'opération Motorman, dans le secteur nommé Free Derry.

#### Le «Bloody Sunday»
Le dimanche 30 janvier 1972, une manifestation pour les droits civiques est organisée, malgré l'interdiction faite par le gouvernement britannique. Des militaires d'un régiment de parachutistes de l'armée britannique ouvrent le feu, tuant treize personnes et blessant un manifestant qui meurt ultérieurement de ses blessures. Cette journée est connue comme le Bloody Sunday.

#### Après le Bloody Sunday et le retour de la paix
Jusque dans les années 1990 la ville connaît des attentats et des émeutes, comme le reste de l'Irlande du Nord. Deux-cent vingt-sept personnes sont tuées dans des violences entre 1968 et 1998 à Londonderry. Par ailleurs pendant toute la durée des Troubles la frontière irlandaise située à la sortie de la ville était fermée par l'armée britannique, isolant Londonderry du comté de Donegal.
Depuis les années 2000 et le retour de la paix, les peintures murales d'Irlande du Nord font l'objet de visites guidées menées par d'anciens militants, à Belfast et Londonderry. Des violences peuvent toutefois éclater sporadiquement, comme en 2018 à l'occasion de marches orangistes du 12 juillet.

## Politique et administration
Depuis avril 2015, la ville de Londonderry est intégrée dans le district de Derry City and Strabane qui est administré par un conseil de quarante membres élus pour quatre ans.

## Culture et patrimoine
La ville est en 2013 la première City of Culture (en) britannique,.

### Radio
- Radio Foyle (BBC)[27]

### Lieux et monuments

#### Murailles de Derry
Les murailles de Derry (en) constituent un cas unique : Derry est la seule ville d'Irlande aux murailles toujours intactes et c'est l'un des meilleurs exemples de ville fortifiée en Europe.
Les fortifications furent érigées entre 1613 et 1619 par The Honourable The Irish Society (en), dans le but de se défendre contre les colons anglais et écossais du début du XVIIe siècle. Les murailles, d'une longueur d'environ 1,6 km et d'une largeur entre 3,7  et   10,7 mètres sont intactes et forment un chemin tout autour de la ville. Les quatre portes d'origine pour pénétrer dans la ville fortifiée sont Bishop's Gate, Ferryquay Gate, Butcher Gate et Shipquay Gate. Trois autres portes furent ajoutées plus tard, à savoir Magazine Gate, Castle Gate et New Gate. Les murailles comptent donc à ce jour un total de sept portes. Les autres bâtiments historiques sont la cathédrale Saint-Colomba, l'Apprentice Boys Memorial Hall et le palais de justice.

#### Peace Bridge
Le Peace Bridge (pont de la paix) est une passerelle de 235 mètres de long, réservée aux piétons et aux cyclistes, reliant les deux rives de la Foyle. Elle est inaugurée le 25 juin 2011, et permet relier Ebrington Square au centre historique.

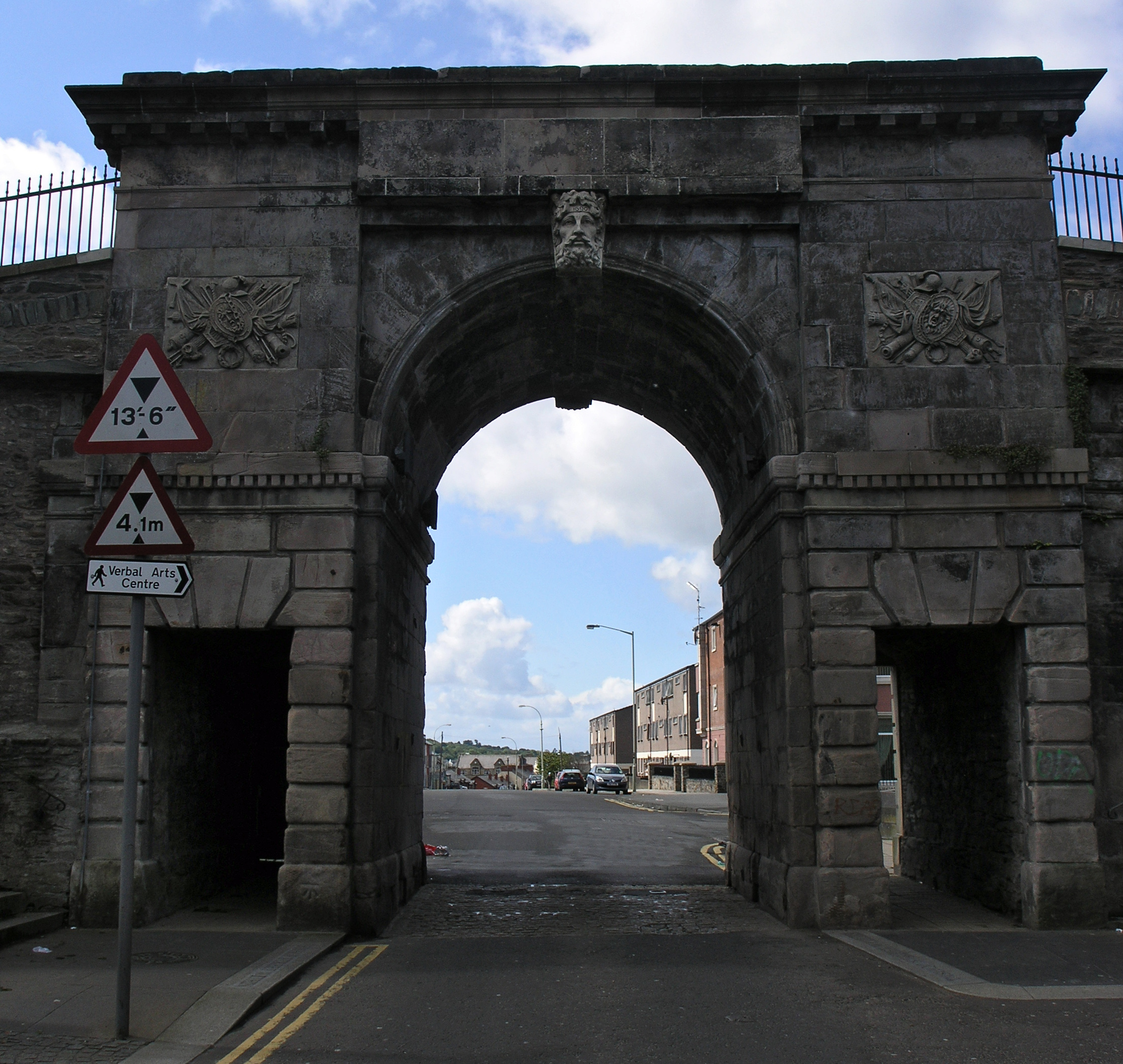
Bishops Street Gate, érigée par Henry A. Baker (1789).
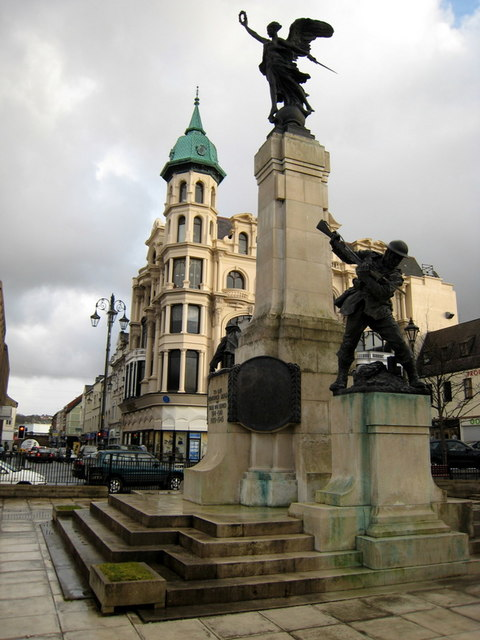
Londonderry City War Memorial
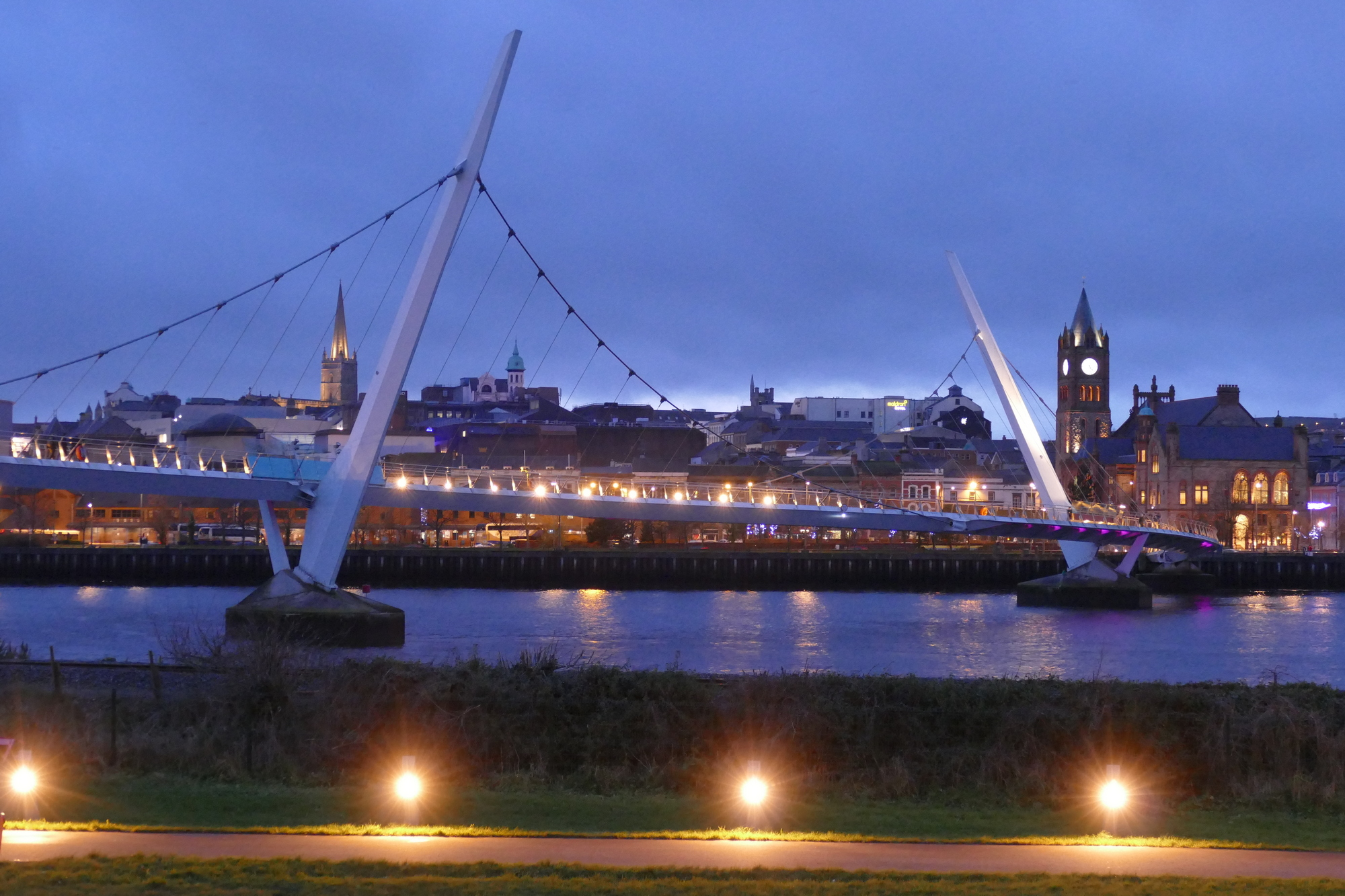
Peace Bridge

### Musique
- Les membres du groupe de punk-rock The Undertones sont de Derry. Une des chansons les plus connues : Teenage Kicks, Here comes the summer...
- Le groupe U2 a écrit la chanson intitulée Sunday Bloody Sunday. Il existe d'autres chanson du même titre, interprétées par des groupes nationalistes ou républicains.
- Julien Clerc a composé en 1972 une chanson intitulée Londonderry, sur des paroles d'Étienne Roda-Gil, en relation avec le Bloody Sunday.
- Renaud fait référence à Derry dans sa chanson La ballade nord-irlandaise, extraite de l'album Marchand de cailloux.
- Francesca Solleville fait référence à Derry dans la chanson Chanson d'Irlande (paroles de Maurice Fanon, musique de Jean-Paul Roseau. Cette chanson sort en 1972 dans le disque 33 tours : Francesca Solleville chante la violence et l'espoir[28].
- La ville apparait régulièrement dans les chansons républicaines irlandaises.

### Musées
- Tower Museum (en), sur les remparts, consacré à l’histoire de Derry
- Museum of Free Derry (en), dans le Bogside

### Cultes
- Culte catholique : cathédrale Saint-Eugène de Derry, diocèse de Derry.
- Culte protestant : cathédrale Saint-Colomba de Derry, Église d'Irlande (anglicane)

### Télévision
- La série Derry Girls met en scène un groupe de jeunes adolescents catholiques habitant la ville dans les années 1990.

## Économie

### Shopping

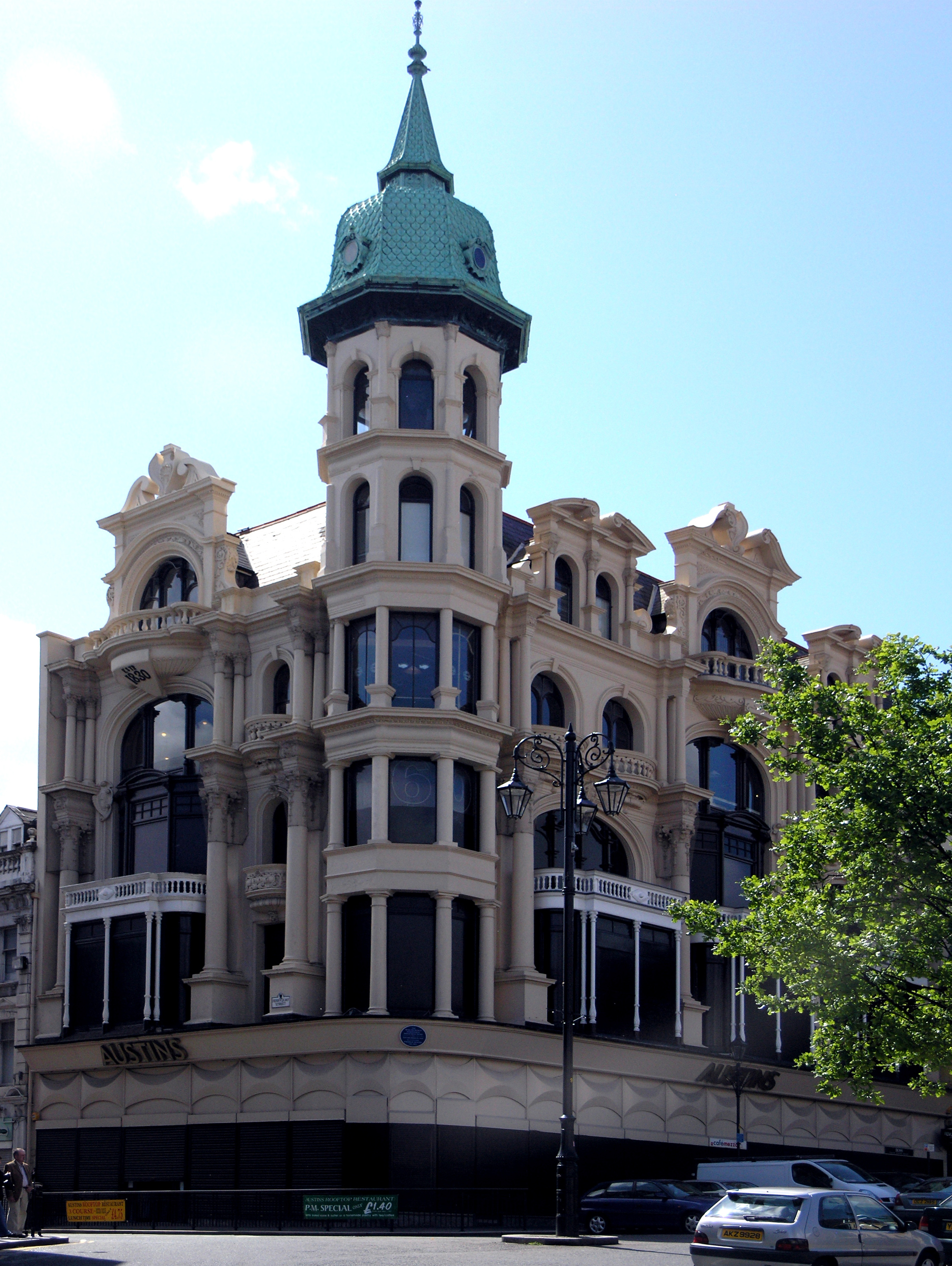
Le grand magasin Austins.

La ville est le principal centre d'achat du nord-ouest, accueillant deux grands centres commerciaux ainsi que de nombreux magasins très fréquentés, dans des rues bondées, desservant ainsi l'agglomération, le Tyrone et le Donegal. Cependant, le développement de la vente au détail à Letterkenny a affaibli les échanges frontaliers avec le nord du comté de Donegal.
Le centre-ville a deux principaux centres commerciaux : le Foyleside Shopping Centre qui compte 45 magasins et 1 430 places de parking et le Richmond Centre qui compte 39 lieux de vente.

### Transports

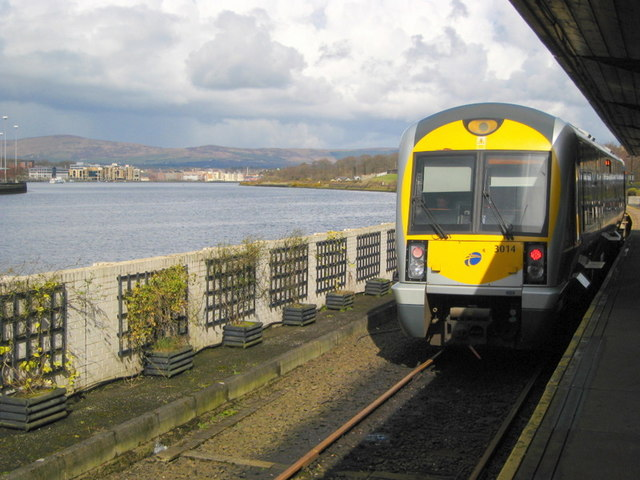
Gare ferroviaire.

- Sur la rive ouest : gare routière (Ulsterbus et navettes vers la gare ferroviaire)
- Sur la rive est : Waterside Railway Station : ligne ferroviaire vers la gare de Belfast Central

Un service de navettes gratuites relie la gare routière et la gare ferroviaire.
- Aéroport de Derry
- Port de Londonderry

## Personnalités
- Phil Coulter, auteur de chansons.
- Nadine Coyle, chanteuse du groupe Girl Aloud.
- Seamus Deane, écrivain.
- Roma Downey, actrice.
- George Farquhar, dramaturge.
- Bronagh Gallagher, actrice et chanteuse.
- Rory Gallagher, guitariste.
- Neil Hannon, chanteur du groupe Divine Comedy.
- Seamus Heaney, poète et écrivain, prix Nobel de littérature (1995).
- John Hume, personnalité politique, cofondateur du SDLP, prix Nobel de la paix (1998).
- John McGregor Adams, industriel.
- Martin McGuinness (1950-2017), personnalité politique et leader de l'IRA.
- Damian McGinty, chanteur.
- Patsy O'Hara gréviste de la faim en 1981.

## Sports
La ville abrite de nombreux clubs et équipements sportifs. Le football et les sports gaéliques sont très pratiqués dans cette région.
Pour le football, le grand club de la ville est le Derry City Football Club. Ce club ne joue pas dans le Championnat d'Irlande du Nord mais, pour des raisons politiques et historiques, depuis 1985 dans le Championnat d'Irlande. Il a d'ailleurs remporté les deux compétitions, en 1965 pour le championnat d'Irlande du Nord et en 1989 et 1997 pour celui de l'Irlande. Le second club le plus important de la ville, qui quant à lui joue dans le championnat nord-irlandais, est l'Institute Football Club. Club historique de la communauté protestante de la ville, il est basé depuis les années 1980 à Drumahoe, une des banlieues situées à l'est de la ville. D'autres clubs existent mais jouent dans les divisions inférieures du football nord-irlandais, à l'instar de Maiden City FC, Oxford United Stars FC ou Trojans.
Pour les sports gaéliques, le Derry GAA est l'équipe du comté. La sélection joue au Celtic Park qui avec ses 22 000 places est le plus grand équipement sportif de la ville. Derry GAA dispute chaque année les différentes compétitions de l'Association athlétique gaélique tant en football gaélique qu'en hurling. Il existe beaucoup de clubs pratiquant les sports gaéliques dans la ville et ses alentours, comme Na Magha CLG, Steelstown GAC, Doire Colmcille CLG, Seán Dolans GAC et Slaughtmanus GAC.